# Król Roger
Król Roger oder Pasterz (deutsch: König Roger bzw. Der Hirte, op. 46) ist eine polnische Oper in drei Akten von Karol Szymanowski (Musik) mit einem Libretto von Karol Szymanowski und Jarosław Iwaszkiewicz. Die Uraufführung fand am 19. Juni 1926 im Teatr Wielki in Warschau statt. Im zweiten und dritten Akt gibt es Ballette.

## Handlung
Die Oper handelt von der Erleuchtung des christlichen Königs Roger II. durch einen jungen Hirten, der für heidnische Ideale steht.

### Erster Akt
Das Innere einer byzantinischen Kirche
Während der Messe flehen die Geistlichen König Roger an, die christlichen Sitten vor den aufrührerischen Reden eines fremden Schäfers zu schützen. Der Hirte wird vorgeführt. Trotz der Forderung des Erzbischofs nach Bestrafung überzeugt Rogers Frau Roksana den König, ihn nicht töten zu lassen. Roger befiehlt dem jungen Mann, an diesem Abend im Palast zu erscheinen, wo er sich weiter erklären und auf das königliche Urteil warten soll.

### Zweiter Akt
Innenhof des Königspalasts
Der Hirte erscheint an den Palasttoren. Roksana singt ein verführerisches Lied, das eindeutig eine Reaktion auf den Besucher ist, und Roger wird zunehmend aufgeregt. Als der Hirte hereingeführt wird, beschreibt er seinen Glauben im Detail, und bald folgt fast das gesamte Gericht ihm in einem ekstatischen Tanz. Roger befiehlt ihn fesseln zu lassen, aber der Hirt bricht die Ketten mit Leichtigkeit und verlässt den Palast. Fast alle folgen ihm. Nur der König und seine arabischen Berater bleiben, aber bald beschließt auch Roger, dem Hirten zu folgen.

### Dritter Akt
Ruine eines antiken Theaters
In einem alten griechischen Theater begegnet Roger Roksana, die ihrem Mann sagt, dass nur der Hirte ihn von seinen Ängsten und seiner Eifersucht befreien könne. Ein Feuer veranlasst ihn und die Anhänger des Priesters, neuerlich zu tanzen, während der Hirt in Dionysos verwandelt wird. Roger begrüßt den Morgen mit einer frohen Hymne.

## Instrumentation
Die Orchesterbesetzung der Oper enthält die folgenden Instrumente:
- Holzbläser: drei Flöten (3. auch Piccolo), drei Oboen (3. auch Englischhorn), drei Klarinetten (3. auch kleine Klarinette in Es), Bassklarinette, drei Fagotte (3. auch Kontrafagott)
- Blechbläser: vier Hörner, drei Trompeten, drei Posaunen, Tuba
- Pauken, Schlagzeug: Große Trommel, Becken, Kleine Trommel, Tamburin, Tamtam, Glockenspiel, Xylophon
- Celesta
- zwei Harfen
- Klavier
- Orgel
- Streicher
- Bühnenmusik hinter der Szene: vier Trompeten, Tamtam

## Werkgeschichte
Das Werk wurde unter Emil Młynarski erstmals am 19. Juni 1926 in Warschau gespielt. Unter den Mitwirkenden war die Schwester des Komponisten, die Sopranistin Stanisława Korwin-Szymanowska, die die Rolle der Roksana interpretierte. Die übrigen Ausführenden waren Eugeniusz Mossakowski (Roger II.), Maurycy Janowski (Edrisi), Adam Dobosz (Hirte), Roman Wraga (Erzbischof) und Teodozja Skonieczna (Diakonissin). Die zweite Inszenierung zu Lebzeiten des Komponisten fand 1928 in Duisburg statt, die dritte 1932 in Prag. Nach dieser Aufführung schrieb Szymanowski an Zofia Kochańska:

„Das lässt sich mit nichts anderem in meiner Musik vergleichen – leider weder mit Harnasie noch mit den beiden neuen Konzerten, das heißt mit nichts, was ich nach König Roger geschrieben habe. Das ist sehr traurig!! Schon alleine der Klang des Orchesters und der Chöre ist stellenweise völlig erstaunlich und in seiner Spannung geradezu erschütternd. Ich kann mich von diesem Eindruck nicht befreien –, aber auch von der Trauer – dass das doch schon Vergangenheit ist und dass ich sicherlich nichts Derartiges mehr zu schreiben vermag.“